# دوري آيسلندا الممتاز 1938
دوري آيسلندا الممتاز 1938 (بالآيسلندية: Efsta deild karla í knattspyrnu 1938)‏ هو الموسم 27 من  دوري آيسلندا الممتاز. الذي يشرف على تنظيمه اتحاد آيسلندا لكرة القدم، وكان عدد الأندية المشاركة فيه  4، وفاز فيه نادي فالور.